# Marsdenia sinensis
Marsdenia sinensis är en oleanderväxtart som beskrevs av Hemsley. Marsdenia sinensis ingår i släktet Marsdenia och familjen oleanderväxter. Utöver nominatformen finns också underarten M. s. corrugata.